# Papp Sándor (főispán)
Papp Sándor (Füzesgyarmat, 1910. december 2. – Szeged, 1991. augusztus 28.) magyar jogász, politikus, Békés vármegye utolsó főispánja, a Csongrád Megyei Tanács Végrehajtó Bizottságának elnöke.

## Élete
Papp Bálint uradalmi napszámos béresgazda és Sánta Eszter gyermekeként egy hétgyermekes családba született. Körösladányban elvégezte a hat elemi osztályt, majd a papszigeti Wenckheim-uradalom tehénpásztora, később pedig segédtraktorosa lett. 1936-ban tehenészeti felügyelővé és kulcsárrá tették meg. 1931-ben belépett az MSZDP-be, de a helyi pártszervezet feloszlatásra került hatósági nyomásra. 1931 és 1933 között töltötte le sorkatonai szolgálatát a kecskeméti tüzéreknél. Harcolt a világháborúban, 1942 júliusától a keleti fronton, 1943-ban viszont már leszerelték. 1944 áprilisában újabb behívót kapott, októberben Munkácsról vonultak vissza, majd miután alakulatát feloszlatták, hazatért szülőfalujába. 1944-ben részt vett a Magyar Kommunista Párt füzesgyarmati szervezetének megalakításában, és tagja lett a helyi nemzeti bizottságnak is. Az 1945-ös földosztáskor hét holdnyi földet kapott, amit 1949-ben az akkor alakuló Vörös Csillag Termelőszövetkezetbe be is vitt. 1947-ben előbb háromhetes, majd két hónapos pártiskolát végzett Budapesten. Indult az országgyűlési választásokon is, de nem sikerült bejutnia. November 12-én Békés vármegye főispánjává nevezték ki, ezt követően 1950-ben hat hónapos közigazgatási tanfolyamot végzett, majd júniusban megtették az akkor még csak ideiglenesen létrehozott Csongrád Megyei Tanács Végrehajtó Bizottsága elnökévé. E tisztségébe 1950-ben, 1954-ben és 1958-ban is újraválasztották. 1958-ban országgyűlési képviselő is lett, és mandátuma idején, 1961-ben a Szegedi Tudományegyetemen állam- és jogtudományi doktori fokozatot szerzett. 1959-ben, az MSZMP VII. kongresszusán a Központi Bizottság póttagjává választották. Többszöri kérésére 1962-ben végre felmentették Csongrád megye tanácselnöki pozíciójából, és az azévi pártkongresszuson már a KB-ból is kimaradt. Ezt követően néhány hónapig a Szakszervezetek Csongrád Megyei Tanácsának elnöke volt, végül 1963-ban a nagymágocsi Viharsarok Termelőszövetkezet elnöke lett. Ezen állásából 1967-ben rokkantsági nyugdíjba ment. Még megérte a rendszerváltást, 1991-ben hunyt el.